# Philipp Bönig
Philipp Bönig (ur. 20 marca 1980 w Erding) – niemiecki piłkarz występujący na pozycji na pozycji obrońcy.

## Kariera
Bönig jako junior w drużynach Eintracht Freising oraz Bayern Monachium, do którego trafił w 1994 roku. W 2000 roku został włączony do rezerw tego zespołu. Grał tam przez rok. W Bayernie spędził łącznie 7 lat, ale nie zdołał zadebiutować w jego pierwszej drużynie. W 2001 roku odszedł do drugoligowego MSV Duisburg. Zadebiutował tam 27 lipca 2001 roku w przegranym 1:4 ligowym meczu z LR Ahlen. W Duisburgu występował przez 2 lata. W tym czasie rozegrał tam 66 spotkań i strzelił 2 gole.
W 2003 roku Bönig przeszedł do VfL Bochum z Bundesligi. W tych rozgrywkach zadebiutował 2 sierpnia 2003 roku w przegranym 2:3 pojedynku z VfL Wolfsburg. W 2005 roku spadł z zespołem do 2. Bundesligi, ale po roku powrócił z nim do Bundesligi. W 2010 roku ponownie spadł z Bochum do 2. Bundesligi. W 2012 roku rozwiązał kontrakt z niemieckim klubem. Po miesiącu bez przynależności klubowej podpisał umowę z węgierskim Ferencvárosi TC. W 2015 roku zakończył tam karierę.
W Bundeslidze rozegrał 140 spotkań.